# Die Welt wird eine andere sein
Die Welt wird eine andere sein is een Duits-Franse film uit 2021, geregisseerd door Anne Zohra Berrached. Het relatiedrama richt zich op een Duits-Turkse studente (gespeeld door Canan Kir) die verliefd wordt op een Libanese medestudent (Roger Azar) en trouwt met hem ondanks bezwaren van haar familie. Verteld vanuit het subjectieve perspectief van het vrouwelijke personage, volgt de film het paar gedurende vijf jaar in vijf hoofdstukken. De groeiende islamistische radicalisering van de man stelt het huwelijk van de twee zwaar op de proef en leidt uiteindelijk tot een catastrofe van wereldwijde omvang. Regisseur Berrached ging heel intuïtief te werk en improviseerde veel om een zo groot mogelijke authenticiteit uit haar acteurs te halen.
Het fictieve werk is gebaseerd op de biografie van de terrorist Ziad Jarrah zonder er rechtstreeks naar te verwijzen. Jarrah was als piloot betrokken bij de aanslagen van 11 september 2001 in de Verenigde Staten. In het jaar van de release werd Die Welt wird eine andere sein opgenomen in het programma van het 71ste Internationale Filmfestival van Berlijn. Een bioscooprelease in Duitsland was gepland voor 12 augustus 2021.

## Historische achtergrond
Duitsland in 1996: de Duits-Turkse Asli studeert medicijnen. Op de universiteit ontmoet ze haar Libanese studiegenoot Saeed, die op verzoek van zijn ouders tandheelkunde heeft gestudeerd. Maar hij wil liever piloot worden en noemt Asli vanaf nu zijn ‘copiloot’. Asli is gefascineerd door het charisma van Saeed, die zich ook zelfverzekerd overgeeft aan nudisme op het strand. Beiden worden een stel, al is Asli's moeder Zeynep tegen een Arabisch vriendje voor haar dochter. Aanvankelijk houdt Asli de relatie geheim voor haar familie, tot grote ergernis van Saeed. Saeed, die met Asli in het Duits en Engels communiceert vanwege hun verschillende moedertalen, bezoekt de plaatselijke moskee en legt daar nieuwe contacten. In het tweede jaar van hun relatie laat hij een baard groeien en weigert hij seks met haar te hebben totdat ze getrouwd zijn. Asli verhuist stiekem naar een appartement met Saeed in Hamburg, waar hij vliegtuigbouw wil studeren. Hij weigert in een "wild huwelijk" te leven zoals "de Duitsers" en dringt aan op een huwelijk in de moskee. Na het huwelijk wijdde hij zich aan het bestuderen van de Koran.
In het derde jaar wordt Saeed nog radicaler. Hij begint het drinken van alcohol te vermijden. Antizionistische uitlatingen van hem leiden tot onbegrip en ruzies in de onderlinge vriendenkring. Hij verbiedt Asli te roken en verlaat 's nachts het huis om een afgelegen telefooncel te bezoeken. Bij toeval komt Asli erachter dat Saeed naar Jemen wil reizen. Als gevolg daarvan dreigt ze hem te verlaten; Saeed vraagt haar om geheimhouding. Als Asli voor het eerst zijn rijke familie in Beiroet bezoekt, zijn ze verbaasd dat hun zoon niet meereisde. Asli wordt door haar schoonmoeder aangespoord om te vertellen wanneer ze haar man voor het laatst heeft gezien. Ze vertelt ze dat, maar vertelt ze niet over Saeeds verandering van hart. Toen de familie hoorde van een brief van Saeed aan Asli uit Jemen, wilden ze de politie erbij halen. Asli kan haar stoppen en haar tijdelijk kalmeren. Ze keert terug naar Hamburg en trekt bij haar moeder in. Ze zoekt ook naar Saeed en informatie over hem in de plaatselijke moskeeën zonder succes.
Asli zit in zijn vierde jaar menselijke biologie als Saeed terugkeert na een afwezigheid van vier maanden. Hij stelt dat hij tijdens zijn verblijf in Jemen niet mocht bellen. Ook heeft hij verwondingen aan zijn schouder. Hij belooft Asli opnieuw te beginnen en zijn eerdere studies op te geven om zijn droombaan als piloot na te streven. Saeed scheert zijn baard, maar blijft weigeren alcohol te drinken of met haar uit te gaan. Terwijl medestudenten haar adviseren om naar de politie te gaan, houdt Asli nog steeds van haar man.
In hun vijfde en laatste jaar samen gaat Saeed naar een vliegschool in Miami, waar Asli hem bezoekt na een zenuwinzinking. Beiden brengen zorgeloze dagen door in Florida. Saeed begint aan een gezamenlijke vlucht in een motorsportvliegtuig met Asli. Ze schept nieuwe hoop en stelt een toekomstige carrière samen in de VS voor. Asli keert alleen terug naar Duitsland en moet een operatie aan zijn keel ondergaan. Kort voor de operatie krijgt ze een telefoontje van Saeed, die herhaaldelijk zijn liefde voor haar bekent. Als Asli wakker wordt uit de narcose, hoort ze van de televisie over de terroristische aanslagen aan de oostkust van Noord-Amerika. Geschokt neemt ze contact op met de politie. Via de vliegschool van Saeed komt ze erachter dat hij wordt gezocht door de FBI en door de FBI wordt verdacht van betrokkenheid bij de aanslagen. Ze trekt zich terug in haar moeder en moet de verwijten van haar familie verdragen. Asli vraagt dan om getuigenbescherming. Uiteindelijk krijgt ze van de Duitse autoriteiten een pakket dat Saeed kort voor de aanslagen had gestuurd. Het bevat persoonlijke spullen uit haar verleden en een afscheidsbrief. Daarin bedankt Saeed haar voor de tijd samen, getuigt opnieuw van zijn liefde en dat ze een "steun" voor hem was op zijn levenspad. Hij verleent haar het "recht" om te hertrouwen en gelukkig te zijn. Saeed gelooft dat de wereld anders zal zijn en dat iedereen er blij mee zal zijn. Na het lezen blijft Asli ontsteltenis achter.

## Oorsprong verhaal

### Scriptontwikkeling
Voor Anne Zohra Berrached is Die Welt wird eine andere sein (voormalige werktitels: Geliebt en Die Frau des Piloten) haar derde speelfilm als regisseur. Als dochter van een Algerijn in de DDR, staande tussen de westerse levensstijl en de moslimcultuur, kon ze zich identificeren met de twee hoofdpersonen. Asli en Saeed zouden zich allebei buitenlands voelen, maar tegelijkertijd thuis zijn in Duitsland. Berrached zag haar film ook als "een verhaal over de tegenstellingen waarmee migranten uit de islamitische cultuur worden geconfronteerd, hoe ze met elkaar omgaan en hoe hun gevoelens tot uiting komen". Het was belangrijk voor haar om de diversiteit van moslims in Duitsland te laten zien. Tegelijkertijd veroorzaakte Asli's passiviteit problemen voor Berrached. Ze wilde het personage in geen geval afbeelden als onwetend of naïef. "Voor mij is het een film over een vrouw die te laat beseft dat ze zich meer geëmancipeerd had kunnen gedragen", zegt Berrached. “Mijn film laat open of Asli onderdrukt of onbewust handelt.”

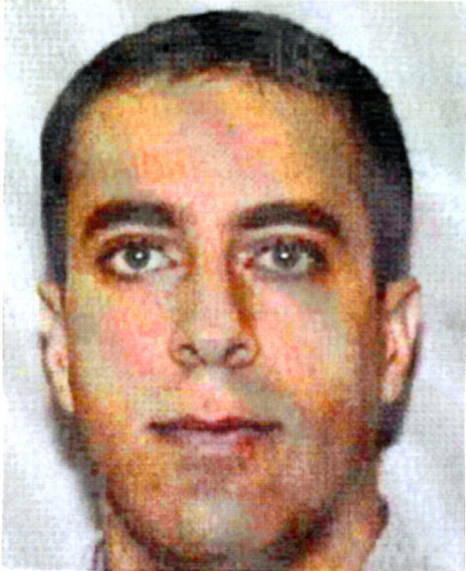
Rijbewijsfoto van Ziad Jarrah (2001)

Berrached schreef het scenario samen met Stefanie Misrahi, waarbij parallellen met Ziad Jarrah te zien zijn zonder er direct naar te verwijzen. De Libanese terrorist, die in Duitsland had gestudeerd, was als piloot betrokken bij de aanslagen van 11 september 2001 in de Verenigde Staten. Hij was aan boord van vlucht 93 van United Airlines, die neerstortte in Pennsylvania na een passagiersoproer. Berrached en Misrahi merkten op dat ideologie families en relaties steeds meer uit elkaar drijft. Daarom wilden beiden een liefdesverhaal "vol politieke polarisatie" naar het grote scherm brengen. “We portretteren de tijd vóór de oerknal van politieke polarisatie, eind jaren negentig. Een amour fou tegen de achtergrond van een gruwelijke historische gebeurtenis die, in zijn gewelddadigheid en symbolische kracht, ons allemaal een blijvende leegte en mysterie heeft nagelaten', zegt Berrached. Ze leggen de focus op de vrouwelijke hoofdrolspeler. Berrached deed vooraf uitgebreid onderzoek met de filmproducenten Roman Paul en Gerhard Meixner naar de terroristen en hun vrouwen. De verzamelde informatie diende de auteurs als uitgangspunt voor het scenario. Berrached benadrukt dat de film niet zomaar een "verhaal van een historische reeks" is. Hele scènes uit het scenario werden gedeeltelijk herschreven in volgorde en dialoog tijdens de repetities van de hoofdrolspelers van de cast.

### Gieten
In haar vorige films had Berrached niet-professionele acteurs in bijrollen gecast. Tijdens het schrijven van het scenario voelde ze de wens om zowel de hoofd- als de bijrol te spelen met getalenteerde maar weinig bekende acteurs om de meest authentieke uitvoeringen mogelijk te maken. Samen met castingdirecteur Susanne Ritter organiseerde de filmmaker een bijna een jaar durend castingproces met meer dan 500 opkomende acteurs, van wie de meesten aan het improviseren waren. Daarbij ontdekte ze de niet zo bekende Duits-Turkse theateractrice Canan Kir, die haar vanwege haar authentieke acteerwerk en haar expressieve ogen als Asli aantrok. Naast Duits spreekt Kir ook vloeiend Turks.

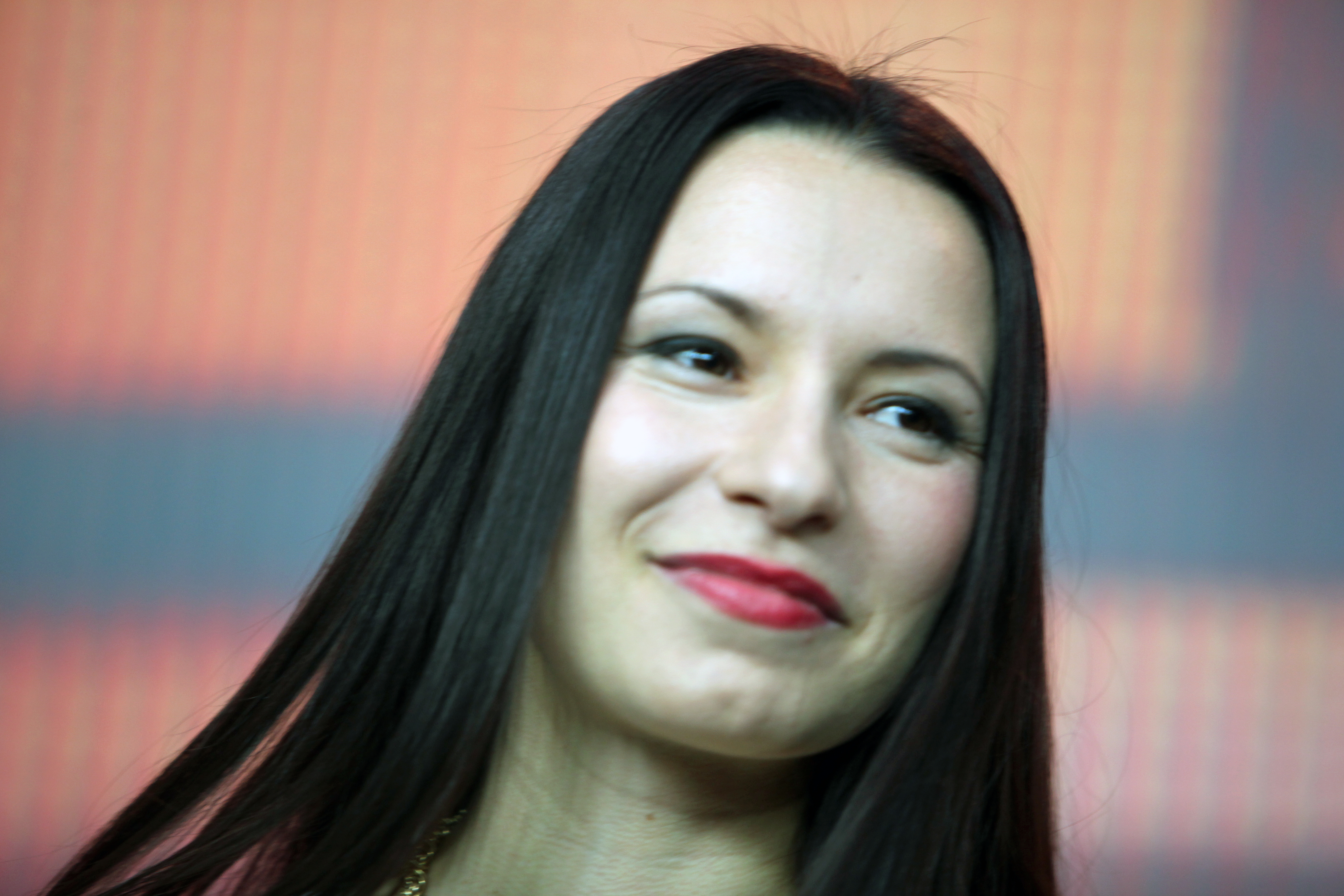
Regisseur Anne Zohra Berrached (2016)

Er deden zich moeilijkheden voor bij het vullen van de Saeed. Berrached vond geen enkele acteur met Libanese roots die in Duitsland woont authentiek genoeg. Vervolgens werd er samen met producer Paul, co-schrijver Misrahi en casting director Abla Khoury een drie weken durende auditie in het Engels en Frans georganiseerd in Beiroet. Hieraan deden 120 mensen mee. Roger Azar was de voorlaatste kandidaat en hoorde pas bij toeval van de casting. Berrached was in de wolken met zijn gevoelige en trotse vertolking van Saeed en noemde hem later een "improvisatiekunstenaar". Ter voorbereiding op de opnames ontving Azar o.a. zorgde voor een appartement in Berlijn en hij moest bijna een jaar lang zes keer per week een cursus Duits volgen aan het Goethe-Institut om de taal te leren. Vooral in de wintermaanden ondersteunt de filmploeg Azar. "Onbewust ging ik naar Berlijn om te ervaren wat Saeed ervoer, om hetzelfde pad te volgen: naar een ander land verhuizen, een nieuwe taal leren, een nieuwe identiteit vormen", zegt Azar. Hij deed veel onderzoek naar de echte huurmoordenaar Ziad Jarrah, die net als hijzelf uit een rijke familie kwam en met zijn gezin heel dichtbij woonde. Azar vermeed contact met de familie om te voorkomen dat oude wonden opnieuw opengingen. Ook benaderde hij zijn karakter het liefst van binnenuit.
Een jaar voor het filmen begon Berrached te repeteren met haar hoofdcast. Ze nodigde Kir en Azar bij haar thuis uit en liet ze als koppel improviseren en in het begin vertrouwen met elkaar opbouwen. In een tweede stap liet ze beide situaties improviseren vanuit het script. Samen met co-auteur Misrahi en redacteur Denys Darahan filmde en evalueerde ze de repetities, wat ook tot uiting kwam in wijzigingen in het script. Na ongeveer zes maanden puur improvisatiewerk stuurde ze het script voor het eerst naar Kir en Azar. Elke hoofdrolspeler analyseerde het script een week lang in samenwerkingssessies met de schrijvers en de acteercoach. Daarmee wilde Berrached vragen of onduidelijkheden tijdens de opnames grotendeels uitsluiten. De repetities stopten een maand voor de opnames. Ook hield Berrached de blokrepetities zo kort mogelijk.

### Filmen
De opnames vonden plaats binnen vijf maanden van augustus 2018 tot januari 2019 in Duitsland (Berlijn, Leipzig, Hamburg, Bochum, Greifswald), Libanon (Beiroet) en de VS (Florida). Het filmteam vond dit vermoeiend. Tijdens de opnames zorgden Berrached en haar team voor camera, decorontwerp, kostuum en make-up ervoor dat de acteurs op de voorgrond stonden, zodat ze zich op hun gemak konden voelen en authentieke uitvoeringen konden geven. Cameraman Christopher Aoun en decorontwerper Janina Schimmelbauer zorgden ervoor dat locaties en licht zo werden gecreëerd dat de acteurs 360 graden konden bewegen. Dit zou hen het gevoel moeten geven op "echte plaatsen" te zijn en niet op een filmset met opdringerige apparatuur en lange intervallen voor het wisselen van scènes. Ook werden meubels of filmlocaties door de acteurs eigen gemaakt - Kir en Azar brachten vóór de opnames tijd door in de huizen van hun respectievelijke personages. Berrached riep op tot spontane scène-optredens tijdens het filmen en hield ook informatie achter voor individuele acteurs om spontaniteit in de opnames aan te moedigen. Later prees ze Kir en Azar voor hun "meesterlijke toewijding". De film kon niet in chronologische volgorde worden opgenomen, wat veel werk op de set betekende voor kostuumontwerp en make-up, aangezien de twee hoofdpersonages in de loop van hun vijfjarige relatie van uiterlijk veranderen.

### Camera- en scèneontwerp
In tegenstelling tot haar eerdere films, was het voor Berrached belangrijk om het uiterlijk van de beelden in Die Welt wird eine andere sein te beheersen, terwijl ze er toch "niet-geconstrueerd" uitzagen. Ze gebruikte een handcamera en werkte nauw samen met de Libanese cameraman Christopher Aoun, production designer Janina Schimmelbauer en kostuumontwerper Melina Scappatura. In samenwerking met haar creatieve team is een kleuren- en vormenpalet voor het kostuum, decorontwerp en belichting gemaakt. Dit werd strikt nageleefd en onderstreepte ook de stemming van de personages. Aan het begin van de film, wanneer de liefde van het paar nog zorgeloos is, stemde Berrached ermee in om pastelkleuren te gebruiken. Ze maakte de film af met donkere, meer verzadigde kleuren en drukke beeldpatronen. Ze weigerde het decorontwerp en de kostuums tot in detail af te stemmen op de jaren negentig, omdat ze geen historische film wilde maken, maar een tijdloze. Kostuumontwerper Scappura creëerde daarom een zeer ingetogen jaren 90-look. Ook werd waarde gehecht aan de materiële eigenschappen van de filmlocaties. De veroudering van Saeed en Asli werd niet alleen duidelijk gemaakt door de make-up en kostuums, maar ook door het productieontwerp.
Christopher Aoun, die eerder meewerkte aan de internationaal bekroonde films Cafarnaúm en The Man Who Sold His Skin, vertrouwde op een intiem, realistisch camerawerk en zag af van het gebruik van geplande sequenties. Maar hij voegde ook poëtische elementen toe om te breken met het realisme. "Om Asli's gevoelens en innerlijke conflicten in beeld te brengen, wijken we af van de filmstijl en dromen we samen met de hoofdpersoon", zegt Aoun. Het filmteam vertrouwde op het gebruik van natuurlijk licht. Aoun gemaakt met een Sony Venice-camera met 1,3x anamorfische Vantage-lenzen. Dit zou de film een "poëtische afstand tot de werkelijkheid" moeten geven zonder opdringerig te zijn of af te leiden van de personages. De bijzonder scherpe beelden van de camera werden digitaal bewerkt door Dirk Meier. Dit was bedoeld om tegelijkertijd een beeldkwaliteit te bereiken met de gebruikelijke scherpte met analoge optica.

### Na-productie
De postproductie voor Die Welt wird eine andere sein was ingewikkeld en lang. Door de vele locaties en de verschillende talen in de redactiefase ontstonden er problemen. Door de improvisatiestijl van Berrached was er veel opnamemateriaal. De periode van vijf jaar van het verhaal was ook ingewikkeld voor filmredacteur Denys Darahan om te implementeren.
Met een geschat budget van zes miljoen euro was de film de grootste productie die Berrached als regisseur heeft begeleid. Die Welt wird eine andere sein is een productie van het Duitse Razor Film in coproductie met Haut et Court, zero one film, NDR en Arte. Het project werd ondersteund door het Duitse Filmfonds (DFFF), FFA, de Duitse overheid voor cultuur en media (BKM), Eurimages, het Centraal Duitse Mediafonds (MDM), Medienboard Berlin-Brandenburg (MBB), Film en Mediastichting NRW, Filmfonds Hamburg Sleeswijk-Holstein (FFHSH) en het Franse CNC & Creative Europe MEDIA. In Duitsland is Neue Visionen verantwoordelijk voor de distributie. The Match Factory verzorgt de wereldverkopen.

## Receptie
Vanwege de coronacrisis was Die Welt wird eine andere sein in maart 2021 te zien op het Berlinale Industry Event, waar de film werd opgenomen in de Panorama-sectie. Een reguliere première is gepland op 13 juni 2021 als onderdeel van het openbare festival van de Berlinale ("Summer Special").
Lena Bopp (Frankfurter Allgemeine Zeitung) zag een grote discrepantie tussen de subliminale terreur en de beelden van cameraman Christopher Aoun. Aan dit contrast ontleent de film zijn spanning en explosiviteit. Verschillende interpretaties zouden echter kunnen leiden tot een "verheerlijking van een terrorist" of "Volgens het motto: Kijk, zo zijn moslims, ze doen heel onschuldig, en dan slaan ze toe!".
Ook Cornelia Geissler (Berliner Zeitung) constateerde de sociale explosiviteit van de film, die ook verwees naar het indrukwekkende acteerwerk van hoofdrolspeelster Canan Kir. Regisseur Berrached verzamelt "in haar film vele ervaringen van een vreemdheid die niet overwonnen kan worden omdat de hoofdrolspelers elkaar zo niet kunnen benaderen". Vanwege een ander geloofs- en waardesysteem is de relatie tussen Asli en Saeed "giftig". Die Welt wird eine andere sein scherpen “het zicht op het herkennen van de sociale aspecten in privérelaties”.
Zowel Geissler als Tim Caspar Boehme (Die tageszeitung) wezen erop dat het het beste is als de kijker zo weinig mogelijk weet over het plot voordat hij ernaar kijkt. Volgens Boehme is de kracht van de film dat deze volledig wordt verteld vanuit het standpunt van de vrouwelijke hoofdrolspeler, die slechts schoorvoetend de radicalisering van haar vriend erkent.
Martin Schwickert (General-Anzeiger) zou de film hebben gezien in de competitie om de Gouden Beer in plaats van in de Panorama-sectie. Berrached vertelt "compromisloos vanuit het perspectief van een vrouw" en combineert "intiem relatiedrama en hedendaags trauma".
De korte recensie van Nadine Lange (Der Tagesspiegel) was minder positief. Ze vond het gedrag van de zelfverzekerde Asli, die "weinig vragen stelt en vragen stelt over de verandering in haar man [...] op de lange termijn ongeloofwaardig".

## Onderscheidingen
De film ontving de hoofdprijs van de Feature Film Competition en de Popular Jury van het gerenommeerde Italiaanse Lucca Film Festival en Europa Cinema. Hij werd genomineerd voor de Panorama Publieksprijs op de Berlinale 2021. Bovendien werd Die Welt wird eine andere sein voorgeselecteerd voor de Deutscher Filmpreis.

## Extrene links
- (de)  Profiel op berlinale.de